# Wang Zhendong
Wang Zhendong, född 11 januari 1991, är en friidrottare från Kina. Han deltog vid olympiska sommarspelen 2016.